# Brandon Gomes
Brandon Paul Gomes (né le 15 juillet 1984 à Fall River, Massachusetts, États-Unis) est un lanceur de relève droitier qui a évolué de 2011 à 2015 pour les Rays de Tampa Bay de la Ligue majeure de baseball.

## Carrière

### Ligues mineures
Joueur de l'Université Tulane à La Nouvelle-Orléans, Brandon Gomes est repêché en 17e ronde par les Padres de San Diego en juin 2007. Il amorce sa carrière en ligues mineures la même année et atteint en 2009 le niveau AA et s'aligne deux ans avec les Missions de San Antonio, club-école des Padres, dans la Ligue du Texas.
Le 17 décembre 2010, les Padres de San Diego cèdent aux Rays de Tampa Bay trois lanceurs, Adam Russell, Cesar Ramos et Gomes, ainsi que le joueur de champ intérieur Cole Figueroa, en retour du joueur d'arrêt-court Jason Bartlett. Au printemps 2011, les Rays assignent Gomes à leur club-école de classe AAA à Durham dans la Ligue internationale avant de le faire graduer pour la première fois en Ligue majeure au second mois de la saison de baseball.

### Rays de Tampa Bay
Gomes, un lanceur droitier, fait ses débuts dans les majeures avec les Rays de Tampa Bay le 3 mai 2011, œuvrant deux manches en relève sans accorder de point aux Blue Jays de Toronto. Il est crédité d'une première victoire le 4 août contre ses mêmes Blue Jays. Il connaît une bonne saison recrue avec une moyenne de points mérités de 2,92 en 37 manches lancées. Utilisé en relève dans 40 parties, il gagne deux matchs contre une défaite. En septembre, on l'emploie à plusieurs reprises pour lancer la 8e manche et préparer l'entrée dans le match du stoppeur Kyle Farnsworth. Il fait ses débuts en éliminatoires dans la Série de divisions opposant les Rays aux Rangers du Texas mais, en trois parties, il accorde deux points en deux manches et un tiers de travail.
Moins efficace au cours des saisons suivantes, Gomes est utilisé sporadiquement par les Rays. En seulement 15 matchs en 2012, sa moyenne s'élève à 5,09 points mérités accordés par partie. En 2013, il affiche une moyenne de 6,52 en 19 manches et un tiers lancées lors de 26 présences en relève, malgré 29 retraits sur des prises et 3 victoires en 4 décisions. Il lance 34 manches en 29 sorties pour Tampa en 2014 et remet une moyenne de points mérités de 3,71. La saison 2015 est de loin celle où il est le plus utilisé par les Rays : en 63 présences au monticule, il œuvre 59 manches et conserve une moyenne de 4,27 points mérités accordés par partie.
De 2011 à 2015, Gomes apparaît dans 173 matchs des Rays. Sa moyenne de points mérités se chiffre à 4,20 en 167 manches lancées au total, avec 144 retraits sur des prises, 11 victoires, 12 défaites et un sauvetage.

### Cubs de Chicago
Le 13 décembre 2015, Brandon Gomes signe un contrat des ligues mineures avec les Cubs de Chicago.